# Otto el Naranja
Otto the Orange es la mascota de los Syracuse Orange, los equipos deportivos de la Universidad de Siracusa en Syracuse, Nueva York, Estados Unidos. Otto es una antropomorfización del color naranja, que lleva un gran sombrero azul y pantalones azules. Otto puede ser visto frecuentemente en eventos deportivos de Syracuse en el JMA Wireless Dome, en otras sedes y regularmente por todo el campus de la universidad.

## Historia de la mascota

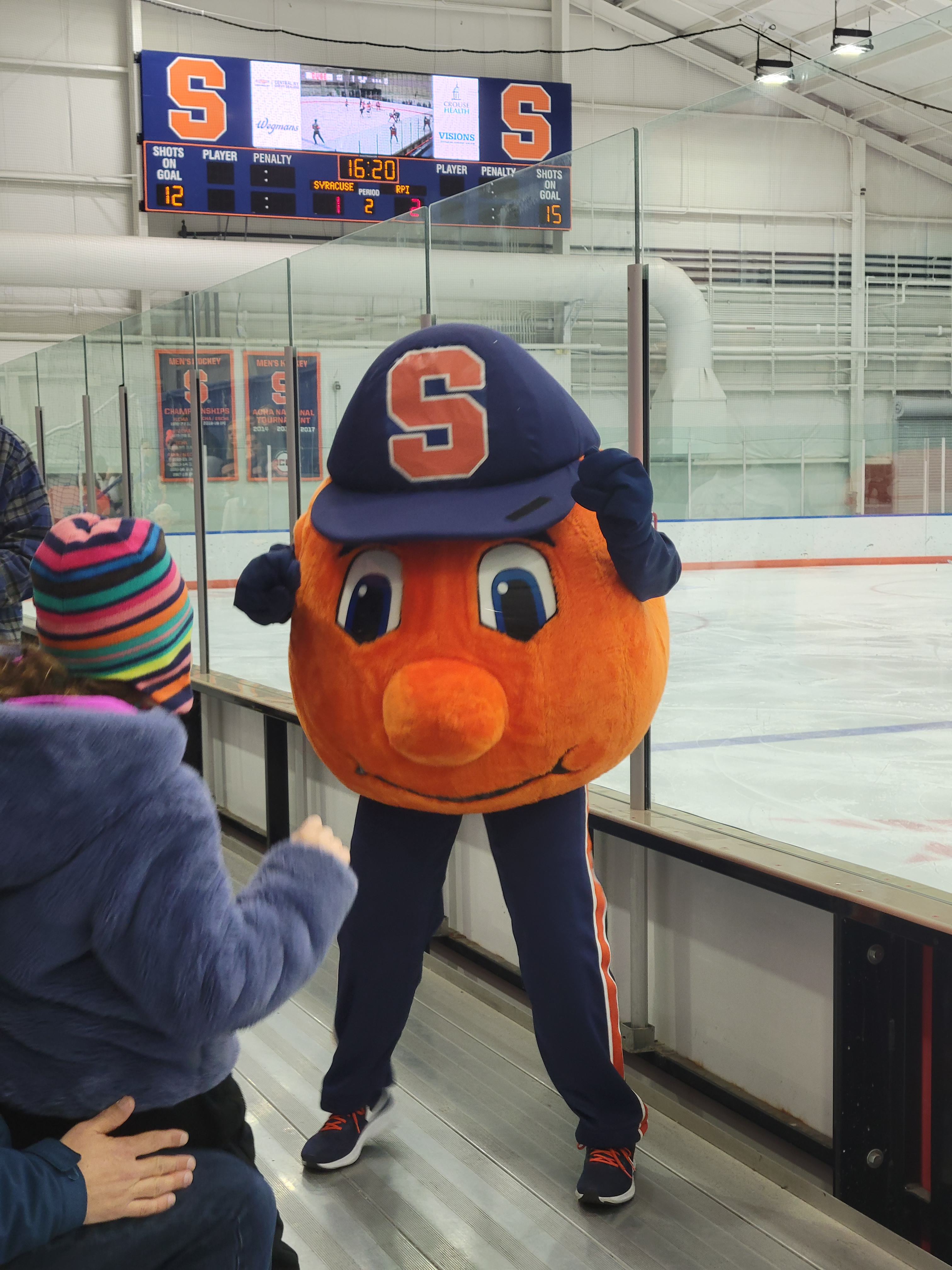
Otto the Orange entretiene al público en el partido de hockey sobre hielo femenino de Syracuse Orange en el Tennity Ice Skating Pavilion (2023).

Un artículo de 1997 en la revista Syracuse University Magazine proporciona una breve historia de las mascotas en la Universidad de Siracusa. Una de las mascotas más tempranas, registrada en 1894, era un perro con un casco de fútbol americano.

### Guerrero de la sal
La mascota de Syracuse era originalmente un personaje nativo americano llamado "El Guerrero Salado" (el apodo no oficial de Siracusa es Ciudad Salada) y "Gran Jefa Bill Naranja". El personaje nació de un engaño de un informe de la revista estudiantil de humor Orange Peel, en el cual se afirmaba que un jefe onondaga del siglo XVI fue desenterrado mientras se cavaban los cimientos para el gimnasio femenino en 1928.
A mediados de los años 1950, el padre de un hermano de la fraternidad Lambda Chi Alpha era dueño de un campamento de porristas. Él hizo un disfraz de Saltine Warrior para que su hijo lo usara en los juegos de fútbol americano de SU. Así comenzó una tradición de casi cuarenta años de hermanos Lambda Chi sirviendo como mascota de la Universidad de Siracusa. En 1990, sin embargo, la Universidad abrió las tradiciones de mascota a todo el cuerpo estudiantil (Daily Orange, 22 de febrero de 1990).
En diciembre de 1977, estudiantes nativos americanos pidieron exitosamente a la Universidad que discontinuara al Saltine Warrior, citando la representación estereotípica de los nativos americanos por parte de la mascota. La mascota fue discontinuada en 1978. Oren Lyons, líder de la nación Onondaga y exalumno, llamó al guerrero despectivo. Durante la temporada de 1978, la Universidad introdujo un gladiador romano vestido con armadura naranja, pero la idea resultó ser poco popular entre los fanáticos, que regularmente abucheaban a la mascota.

### Otto se hace oficial
En los años 1980, una nueva mascota de la Universidad de Siracusa emergió y fue descrita por Sports Illustrated en 1984 como una "fruta cítrica energizada y torpe de la cual sobresalen dos piernas", y rápidamente se volvió popular en la universidad. Entonces, la mascota era simplemente conocida como "La Naranja", y fue diseñada y creada por Eric Heath, un porrista de la Universidad de Siracusa, según los Archivos de la universidad.
Desde el principio, la mascota tuvo múltiples apodos, incluyendo Clyde y Woody. En el verano de 1990, las porristas y mascotas estaban en un Campamento de Porristas en Tennessee y los estudiantes que fueron elegidos para vestir el disfraz redujeron el campo a dos nombres potenciales — "Opie" y "Otto" — cuando se hizo un nuevo disfraz naranja. Se concluyó que el nombre "Opie" llevaría a la inevitable rima con 'dopey' (tonto), y se decidieron por "Otto". Más tarde ese otoño, se corrió la voz de que las porristas estaban llamando Otto al último disfraz de mascota, y el nombre se quedó.
Durante 17 años la universidad no se decidió por una mascota "oficial" hasta que el rector nombró un grupo de estudiantes y profesores para crear una mascota y logo. La administración universitaria consideró introducir una nueva mascota – un lobo ("Una Manada Naranja de Lobos") o un león eran candidatos probables – pero el cuerpo estudiantil apoyó a Otto. Otto fue reconocido como la mascota oficial de la Universidad de Siracusa en diciembre de 1995 por el Rector Buzz Shaw.

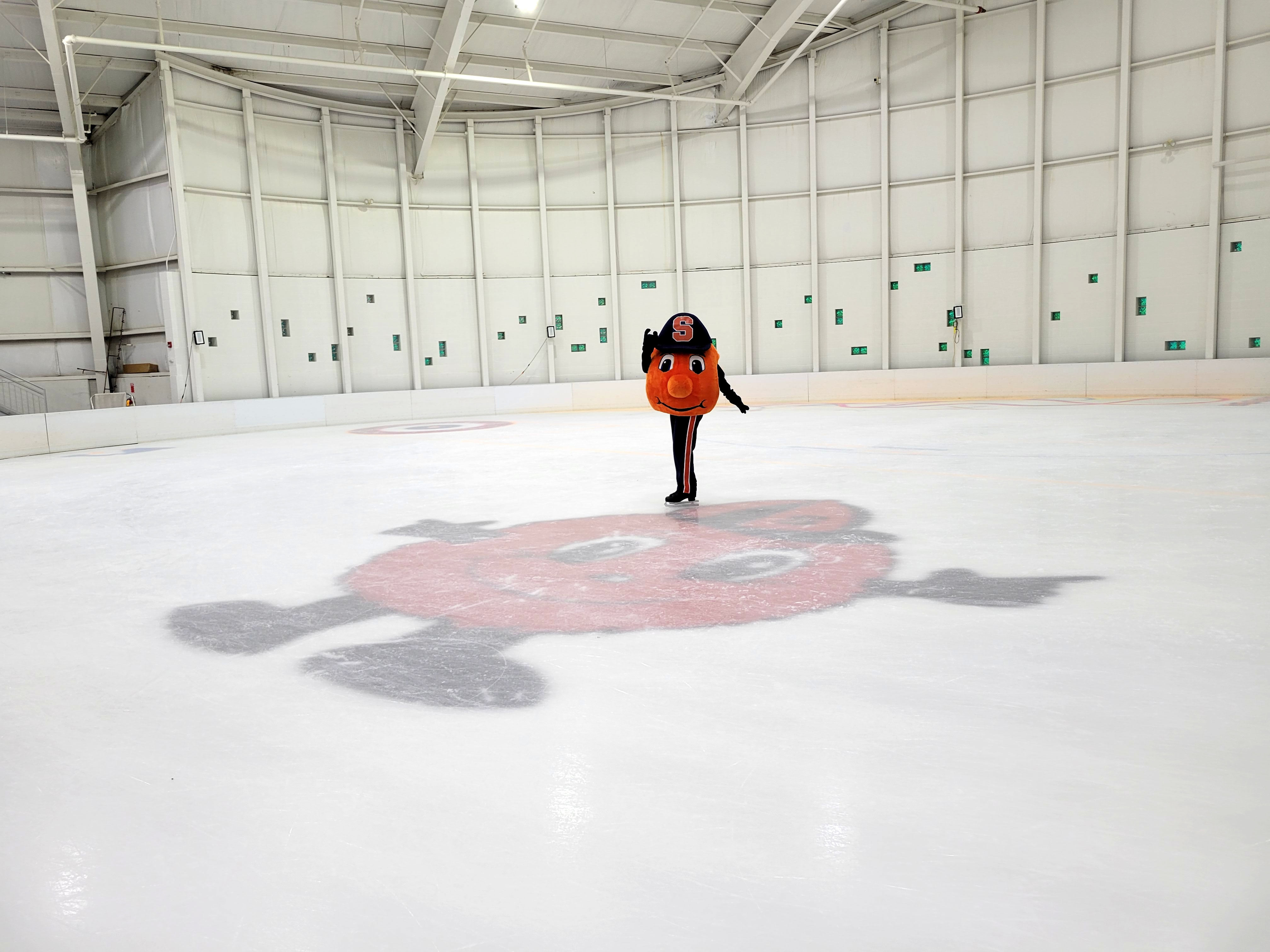
Otto patinando en el pabellón de patinaje [https://en.wikipedia.org/wiki/Tennity%20Ice%20Skating%20Pavilion Tennity

En 2016, Otto fue nombrado en el top-10 de mascotas en fútbol americano universitario por Sports Illustrated. En el mismo año, Otto fue clasificado como la mascota No. 1 en la ACC por ESPN.
Otto recibió el honor de ser incluido en el prestigioso Salón de la Fama de las Mascotas en agosto de 2023, después de ganar una votación popular en línea que duró quince días durante mayo de ese año.
En enero de 2024, el Salón Nacional de la Fama y Museo de los Cabezones presentó un Otto Cabezón para celebrar el Día Nacional del Cabezón el 7 de enero. El museo previamente lanzó dos versiones del cabezón de Otto en 2017. Una celebraba el campeonato nacional de baloncesto de 2003 mientras que la otra mostraba a Otto con un palo de lacrosse para honrar los 11 campeonatos nacionales del equipo de lacrosse masculino de Syracuse Orange.

### Equipo de mascotas
Hay un equipo de aproximadamente 5-14 intérpretes que se visten como Otto; este equipo contiene una mezcla de personalidades y géneros. A partir de 2023, más de 100 estudiantes de la Universidad de Siracusa han asumido el papel de Otto, y 2023-24 contó con un elenco totalmente femenino por primera vez en la historia de la universidad. Se requieren complexiones corporales similares para que ningún Otto destaque; los intérpretes necesitan estar en el rango de altura deseado de 5 pies y 5 pulgadas, a 5 pies y 10 pulgadas. El disfraz naranja pesa aproximadamente 10 libras, y las acrobacias, bailes, gestos y movimiento general son todos practicados y rutinizados. Intérpretes de Otto se turnan para asistir a eventos. Otto nunca estará en dos lugares a la vez, preservando la magia de la mascota; si hay dos eventos deportivos sucediendo al mismo tiempo, las apariciones de Otto se dividirán entre los dos eventos. En el año escolar 2022-23, Otto apareció en más de 800 eventos dentro y fuera del campus – un aumento de 100 comparado con 2019.

## Redes sociales
Otto mantiene una presencia activa en múltiples plataformas de redes sociales, compartiendo principalmente contenido relacionado con los deportes de la Universidad de Siracusa, eventos de la universidad y involucramiento comunitario. Las cuentas de redes sociales de la mascota presentan una mezcla de contenido promocional, imágenes detrás de escenas e interacciones con fanáticos y otras mascotas universitarias.
| Plataforma        | Cuenta         |
| ----------------- | -------------- |
| Instagram         | @theottoorange |
| X (antes Twitter) | @theottoorange |
| Facebook          | Otto Orange    |

Otto usa pronombres elle/elles (they/them en inglés), y después de la introducción de la función de pronombres de Instagram en mayo de 2021, la cuenta oficial de Instagram de Otto ha listado los pronombres como "they/them" en la sección de biografía.
El Salón de la Fama de las Mascotas describe la personalidad en línea de Otto como enérgica y entusiasta, amigable y accesible, y traviesa y curiosa.
Otto ha aprovechado su presencia en redes sociales para apariciones mediáticas más amplias, incluyendo múltiples comerciales de This is SportsCenter para ESPN.